# Franziska Davies

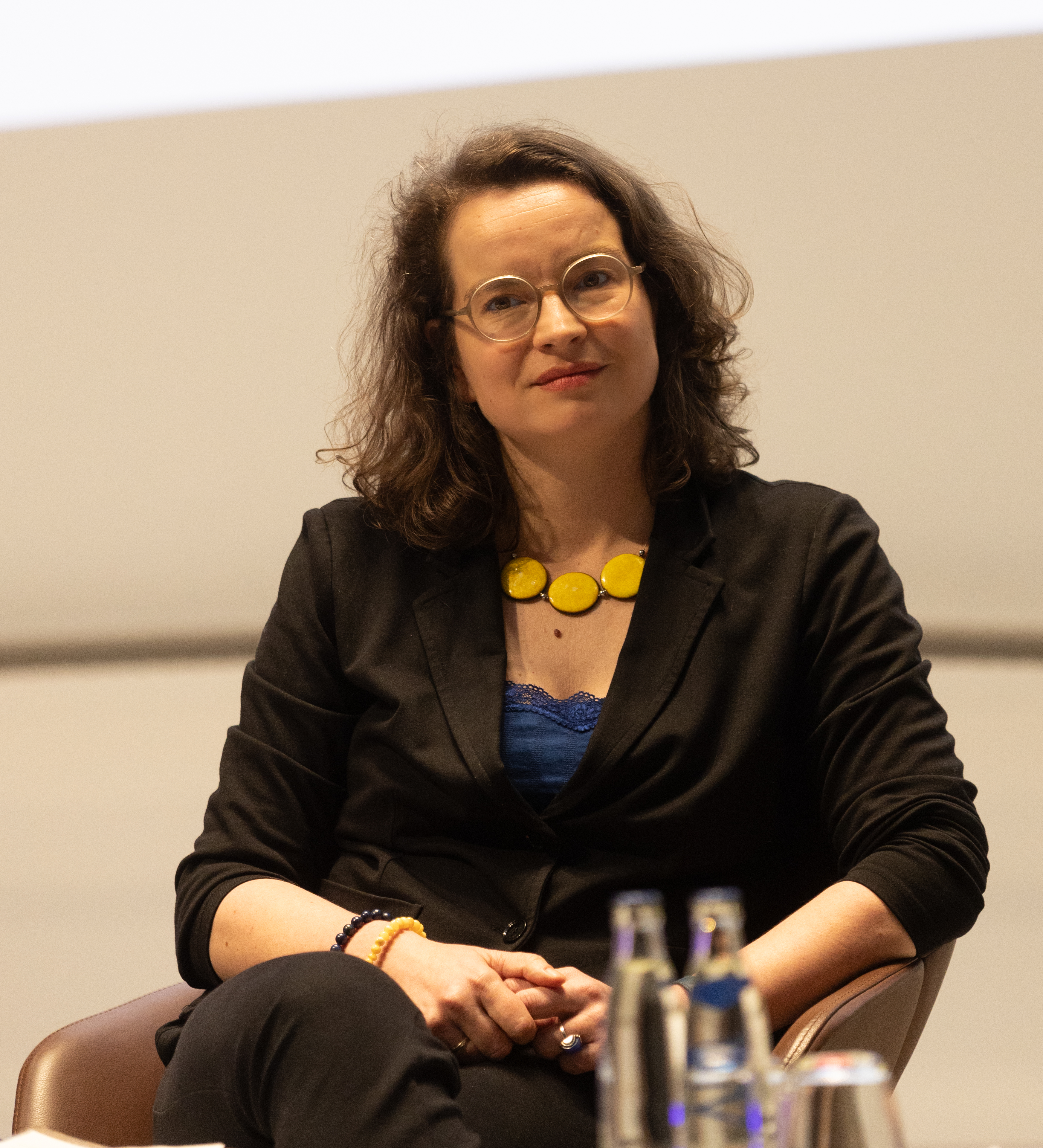
Franziska Davies 2024

Franziska Davies (* 1984 in Düsseldorf) ist eine deutsche Osteuropa-Historikerin, die schwerpunktmäßig zur modernen Geschichte der Ukraine, Polens und Russlands forscht.

## Leben und Werk
Davies studierte von 2003 bis 2009 Osteuropäische Geschichte, Mittelalterliche Geschichte und Philosophie an der Universität München (LMU) sowie in dieser Zeit ergänzend Geschichte und Russisch an der University of Sheffield (2003–2004) und an der Europäischen Universität St. Petersburg (2006–2007). Nach ausgezeichnetem Abschluss war sie von 2009 bis 2016 wissenschaftliche Mitarbeiterin am Lehrstuhl für Osteuropäische Geschichte am Historischen Seminar der LMU tätig. 2016 wurde sie mit einer englischsprachigen Dissertation zum Thema Muslims in the Russian Army, 1874–1917 mit summa cum laude zum Dr. phil. promoviert. Seit Oktober 2016 ist Davies Akademische Rätin auf Zeit am Lehrstuhl für Osteuropäische Geschichte am Historischen Seminar der Ludwig-Maximilians-Universität München. In ihrem Habilitationsprojekt „Jenseits von ‚Ost‘ und ,West‘“ erforscht sie die gegenseitigen Wahrnehmungen und Verflechtungen der Arbeitskämpfe in Polen, Großbritannien und der Sowjetukraine in den 1980er und 1990er Jahren.
Davies veröffentlicht regelmäßig Aufsätze und Essays u. a. in den Fachzeitschriften Merkur, Osteuropa, Kritika und anderen wissenschaftlichen Periodika sowie in der Süddeutschen Zeitung und dem Portal dekoder.org.
Davies war Stipendiatin der Studienstiftung des deutschen Volkes. Sie ist Mutter.

## Preise und Auszeichnungen

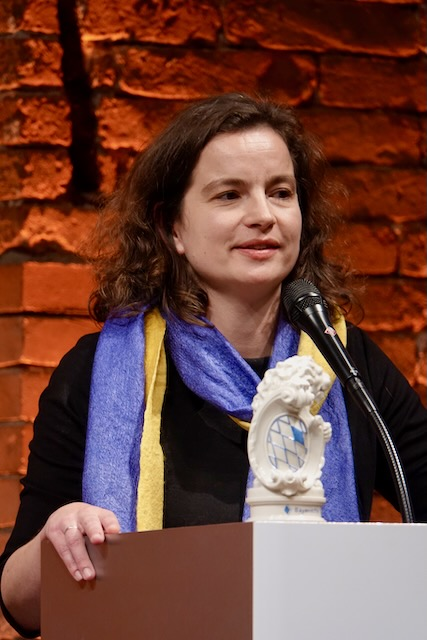
Franziska Davies bei ihrer Dankrede zum Erhalt des Bayerischen Buchpreises 2022

Davies wurde am 27. September 2018 für ihre Dissertation der Übersetzungspreis der ZEIT-Stiftung des Verbands der Historiker und Historikerinnen Deutschlands verliehen; das Preisgeld dient für eine Übersetzung der Dissertation ins Russische. Am 10. November 2022 erhielten Franziska Davies und Katja Makhotina den Bayerischen Buchpreis für das beste Sachbuch für ihr Werk „Offene Wunden Osteuropas“, das den nationalsozialistischen Vernichtungskrieg im Osten Europas und seine Erinnerungsorte behandelt.

## Positionen
Davies rezensiert seit mehreren Jahren die Bücher von sogenannten Russlandverstehern kritisch und arbeitet gegen deren pro-russische Narrative an. Sie betont den genozidalen Charakter des russischen Angriffskriegs gegen die Ukraine, z. B. wegen des Kinderraubs. Als Ursache des Ukraine-Kriegs macht Davies Putins „imperiale Vision eines Großrusslands“ aus. Deshalb falle es auch westlichen Gesellschaften so schwer, solche ideologischen Beweggründe nachzuvollziehen, da diese in Europa längst anachronistisch seien. Putin verachte die Ukraine und begreife sie zugleich als Teil Russlands. Anders als von ihm suggeriert seien die Anfänge eines modernen ukrainischen Staates zwischen 1917 und 1921 aber nicht aus dem Nichts gekommen, sondern hätten letztlich ihre Wurzeln im Nationalismus des frühen 19. Jahrhunderts, was die Ukraine zu einem Regel- und nicht zu einem Sonderfall der europäischen Geschichte mache. Man dürfe sich auch nicht auf Putins Spiel einlassen, die Souveränität eines Staates von der Interpretation seiner Vergangenheit abhängig zu machen, denn aus gutem Grund sei seine Souveränität durch das Völkerrecht geregelt.
Davies kritisiert regelmäßig die Einladungspolitik von Fernseh-Diskussionsrunden zum Ukraine-Krieg, deren Talkgäste oft Osteuropa-Expertise sowie Kompetenzen im Bereich Militär- und Sicherheitspolitik vermissen ließen oder gar einen „kolonialen Blick“ auf die Ukraine pflegten. Außerdem kritisiert Davies Gegner von Waffenlieferungen, die argumentierten, Diplomatie sei besser als Krieg, dabei aber übersähen, dass ein Ende des Krieges noch kein Ende der Gewalt gegen die Zivilbevölkerung bedeute, und genauso die Frage ignorierten, wie denn Verhandlungen aussehen sollten mit einem Gegner, der einen nachweislich vernichten wolle. Nur Waffenlieferungen brächten die Ukraine in eine Position, aus der heraus sie überhaupt ernsthaft verhandeln könne, ohne ihre Existenz aufzugeben.
Wie zahlreiche ihrer Kollegen lehnte Davies die Auffassung ab, dass die Osteuropawissenschaft angesichts der russischen Großinvasion der Ukraine versagt habe. Es habe lediglich eine mangelnde „Wissenschaftskommunikation“ gegeben, weshalb Osteuropa-Experten von Politikern und im öffentlichen Diskurs nicht gehört worden seien. Sie begründete ihr mangelndes politisches Engagement für die Unterstützung der Ukraine im Jahr 2014 damit, dass sie seinerzeit noch keinen Doktortitel gehabt habe.
Ende 2022 erregte ihre Auseinandersetzung mit der Publizistin Gabriele Krone-Schmalz mediale Aufmerksamkeit. Davies wirft Krone-Schmalz u. a. Nähe zum Putin-Regime und unsauberes Arbeiten vor; daraufhin wollte Krone-Schmalz ihr zunächst 14 Aussagen juristisch verbieten lassen, reduzierte dann aber die Liste auf drei Äußerungen. Davies und ihre Anwaltskanzlei reagierten mit einer negativen Feststellungsklage mit dem Ziel der Feststellung, dass die Abmahnung unzulässig und die abgemahnten Aussagen berechtigt seien. Der Verband der Osteuropahistorikerinnen und -historiker erklärte sich in einer Stellungnahme vom 11. November 2022 mit Franziska Davies und ihrer „auf wissenschaftlicher Erkenntnis basierende[n] Kritik“ solidarisch. Um die juristischen Kosten aufzufangen, riefen ihre Fachkollegen Julia Herzberg, Anna Hájková und Anna-Veronika Wendland zu Spenden für Franziska Davies auf; über 20.000 € kamen binnen zwei Tagen zusammen. Im Januar 2023 entschied das Landgericht Köln im Rahmen eines einstweiligen Verfügungsverfahrens auf Antrag von Davies, dass es sich bei den drei verbliebenen strittigen Aussagen um zulässige Meinungsäußerungen handele, und erlegte Krone-Schmalz die gesamten Kosten des Rechtsstreits auf. Das von Krone-Schmalz angestrengte Hauptverfahren erledigte sich durch Klagerücknahme.

## Publikationen (Auswahl)
Monografien
- Muslims in the Russian Army. Pragmatism, Toleration and the Limits of Empire, 1874–1917 (erscheint 2024 bei Routledge, Milton Park/Oxfordshire).
- mit Katja Makhotina: Offene Wunden Osteuropas. Reisen zu Erinnerungsorten des Zweiten Weltkriegs. wbg Theiss, Darmstadt 2022, ISBN 978-3-8062-4432-8.

Herausgeberschaften
- mit Martin Schulze Wessel und Michael Brenner: Jews and Muslims in the Russian Empire and the Soviet Union (= Religiöse Kulturen im Europa der Neuzeit. Bd. 6). Vandenhoeck & Ruprecht, Göttingen 2015, ISBN 978-3-525-31028-1
- Die Ukraine in Europa. Traum und Trauma einer Nation. wbg Theiss, Darmstadt 2023, ISBN 978-3-8062-4565-3.

Aufsätze
- Desinformationsexpertin: Russland, Ukraine und Frau Krone-Schmalz, in: Osteuropa 9/2022, S. 245–265. Volltext (online), als plain text und als PDF (876 kB).
- Fehler in der Politik? In: Merkur. 1. September 2022, abgerufen am 12. Dezember 2022.

Rezensionen
- Verantwortungslose Verharmlosung der russischen Aggression. In: Cicero. 10. März 2015, abgerufen am 11. Dezember 2022. [Rezension von Gabriele Krone-Schmalz: Russland verstehen (2015)].
- Als in Stalins Reich Millionen Menschen verhungerten. In: Süddeutsche Zeitung. 20. Januar 2020, abgerufen am 11. Dezember 2022. [Rezension von Anne Applebaum: Roter Hunger: Stalins Krieg gegen die Ukraine (2019)].
- Jenseits von Putins Beliebtheit. In: Süddeutsche Zeitung. 20. September 2020, abgerufen am 11. Dezember 2022. [Rezension von Matthias Platzeck: Putins Macht. Warum Europa Russland braucht (2020)].
- Prügelknabe des Westens. In: Süddeutsche Zeitung. 20. Juni 2021, abgerufen am 11. Dezember 2022. [Rezension von Hubert Seipel: Wir brauchen eine neue Ostpolitik (2021)].